# Ground Round
Ground Round Grill & Bar es una cadena estadounidense de restaurantes de comida informal fundada en 1969 en Massachusetts por Howard Johnson's. Originalmente pensado como un concepto secundario para mejorar las unidades de bajo rendimiento de Howard Johnson, también operó de forma independiente y se convirtió en un importante foco de crecimiento para Howard Johnson después de que la crisis del petróleo de 1973 perjudicara sus otros conceptos. En 1985, cuando Ground Round se separó de Howard Johnson, tenía 215 restaurantes.
A finales de los años 1980 y 1990, Ground Round padecía una imagen anticuada en comparación con otros competidores de comidas informales como Chili's y Applebee's, un menú demasiado amplio y una deuda por múltiples ventas que disminuyó la capacidad de la cadena para invertir en remodelaciones de restaurantes y otras iniciativas. Boston Ventures Management adquirió Ground Round en 1997, pero tuvo problemas debido a retrasos en las ventas de las ubicaciones corporativas y un esfuerzo de refranquicia que dejó a las tiendas propiedad de la compañía con un rendimiento inferior al de las unidades franquiciadas.
Después de acogerse al Capítulo 11 de protección por quiebra en 2004, la cadena cerró unas 60 ubicaciones de propiedad corporativa. Ground Round Independent Owners Cooperative, LLC, un grupo formado originalmente por propietarios de franquicias con sede en Freeport, Maine, compró la cadena para sacarla de la quiebra, momento en el que tenía 71 ubicaciones. El recuento de unidades ha seguido disminuyendo desde entonces, con solo 15 unidades en 2021. La mayoría de los restaurantes restantes se encuentran en el Alto Medio Oeste y el Noreste de los Estados Unidos.

## Historia
Ground Round fue fundada en 1969 por Howard Johnson's como una cadena de pubs con un menú sencillo. Estaba pensado como un nuevo concepto para convertir las ubicaciones marginales de Howard Johnson's, así como las instalaciones de restaurantes existentes. Después de la crisis del petróleo de 1973, Ground Round se convirtió en el principal objetivo de expansión dentro de la empresa, ya que se vio obligada a pasar de los viajeros de larga distancia a los residentes locales; en 1975, había 64 unidades de Ground Round, superando el concepto de Red Coach Grill. Durante las décadas de 1970 y 1980, Ground Round era muy conocido por sus fiestas infantiles, que mostraban películas mudas y dibujos animados en una pantalla grande, una mascota llamada Bingo the Clown y por repartir maní, cuyas cáscaras los clientes podían simplemente dejar caer al suelo.
Ground Round tuvo cuatro propietarios en un lapso de 22 años; Imperial Group retuvo Ground Round cuando Howard Johnson fue vendido a Marriott Corporation en 1985, y su sede se trasladó al área de Boston desde North Quincy a Weymouth. Hanson Group USA compró Imperial en 1986; tres años más tarde, International Proteins Corporation adquirió Ground Round por 93 millones de dólares, momento en el que la cadena de restaurantes tenía 215 locales (178 de propiedad corporativa). Mientras tanto, el menú, que alguna vez fue sencillo, había crecido a más de 200 platos, la cadena no había sabido mantenerse al día, los edificios y su decoración estaban obsoletos y el restaurante vio caer su cuota de mercado. Los aumentos en el tamaño del menú, que incluían platos como pez espada y pizza mexicana, se debieron en parte a intentos de diversificar un menú cargado de platos de carne. Competidores como Chili's y Applebee's han desviado su cuota de mercado; En 1994, el sistema de 207 unidades implementó su primera campaña de publicidad con imágenes, así como un plan de remodelación de restaurante. Los constantes cambios de propiedad provocaron que dinero que de otro modo se habría destinado a actualizar restaurantes se desviara a pagos de deudas. Productos básicos de la cadena como maní y palomitas de maíz gratis fueron descartados o reducidos en un intento de modernizarse.
Después de que las ventas se desaceleraron en el segmento de comidas informales y Chili's y Applebee's pudieron invertir más en publicidad, fue adquirida por Boston Ventures Management en 1997; dos años antes, una fusión con un grupo de inversores senior fracasó debido a las altas tasas de interés. La privatización de Ground Round, que anteriormente cotizaba en bolsa, aumentó su carga de deuda. A pesar de un relanzamiento en 2000 con un nuevo prototipo y una reducción del menú de 300 artículos a 80, la empresa tuvo problemas después de que fracasaran las ventas de 19 unidades de propiedad de la empresa, lo que provocó que incumpliera los pagos del préstamo. Los intentos de refranquicia dejaron a las empresas con los peores resultados de la cadena.

### Quiebra y propiedad cooperativa
El 13 de febrero de 2004, Foothill Capital Management y Boston Ventures Management rescindieron sus líneas de crédito para la cadena. Ese día, todos los restaurantes de propiedad corporativa, casi la mitad de los Ground Rounds abiertos en ese momento, cerraron abruptamente sus puertas. El franquiciador de Ground Round, American Hospitality Concepts, se acogió al Capítulo 11 de la ley de quiebras el 19 de febrero. Nation's Restaurant News informó que «los despidos masivos y los cierres apresurados de restaurantes ese viernes por la tarde, que atraparon a decenas de comensales en medio de comidas sin terminar, fueron de una escala no vista en la industria de restaurantes en la memoria reciente» y los propietarios de franquicias estaban igualmente tomados. sorprendido por la noticia. Si bien las tiendas franquiciadas (que en general tuvieron un mejor rendimiento que las corporativas) permanecieron abiertas, las ventas cayeron porque los consumidores confundidos asumieron que todos los restaurantes habían cerrado. Un grupo de franquiciados compró la empresa y fundó Ground Round Independent Owners Cooperative, LLC. Vencieron a U.S. Residential Properties, un fideicomiso de inversión en bienes raíces con sede en Dallas, al aceptar resolver 40 millones de dólares en reclamaciones de reparación. Después de la quiebra, Ground Round surgió como un sistema de 71 unidades, con 64 restaurantes parte de la cooperativa y siete propiedad de otros franquiciados.
En 2011, la Cooperativa de Propietarios Independientes pagó los préstamos restantes de la adquisición de 2004. En 2012 se abrió una nueva ubicación en Nueva Jersey adjunta a una bolera de 26 carriles. Ya eran 27 unidades en 2013, cuando la empresa declaró su interés de expandirse fuera de la base tradicional de la cadena. La mayoría de las unidades restantes estaban agrupadas en el Alto Medio Oeste y el Noreste. Había 15 unidades en 2021, cuando Ground Round lanzó otro intento de aumentar su participación de mercado con un concepto centrado en la cerveza para abrir dentro de un hotel Best Western en Waterloo, Iowa. Lugares desde Misuri hasta el estado de Nueva York han cerrado a medida que los restauranteros independientes se retiran o venden los edificios.